# 1671 Chaika
Az 1671 Chaika (ideiglenes jelöléssel 1934 TD) a Naprendszer kisbolygóövében található aszteroida. Grigorij Neujmin fedezte fel 1934. október 3-án.